# Melanichneumon dreisbachi
Melanichneumon dreisbachi là một loài tò vò trong họ Ichneumonidae.